# Namakagon (Wisconsin)
Namakagon es un municipio del condado de Bayfield, Wisconsin, Estados Unidos. Tiene una población estimada, a mediados de 2022, de 324 habitantes.

## Geografía
Está ubicado en las coordenadas 46°10′40″N 91°3′26″O / 46.17778, -91.05722. Según la Oficina del Censo, tiene una superficie total de 186.8 km², de los cuales 168.6 km² corresponden a tierra firme y 18.2 km² están cubiertos de agua.

## Demografía
Según el censo de 2020, en ese momento había 316 personas residiendo en la zona. La densidad de población era de 1.9 hab./km². El 97.15% de los habitantes eran blancos, el 0.32% era afroamericano, el 0.63% eran amerindios, el 0.32% era asiático y el 1.58% eran de una mezcla de razas. Del total de la población, el 0.63% eran hispanos o latinos de cualquier raza.